# Ейсселмейден
Ейсселмейден (нід. IJsselmuiden) — місто в нідерландській провінції Оверейсел. Входить до муніципалітету Кампен.
Його площа становить 17,04 км², а населення станом на 2021 рік складало 12 455 осіб.
Перша згадка про населений пункт датується 1133 роком.
До 2001 року мало статус окремого муніципалітету.

## Галерея

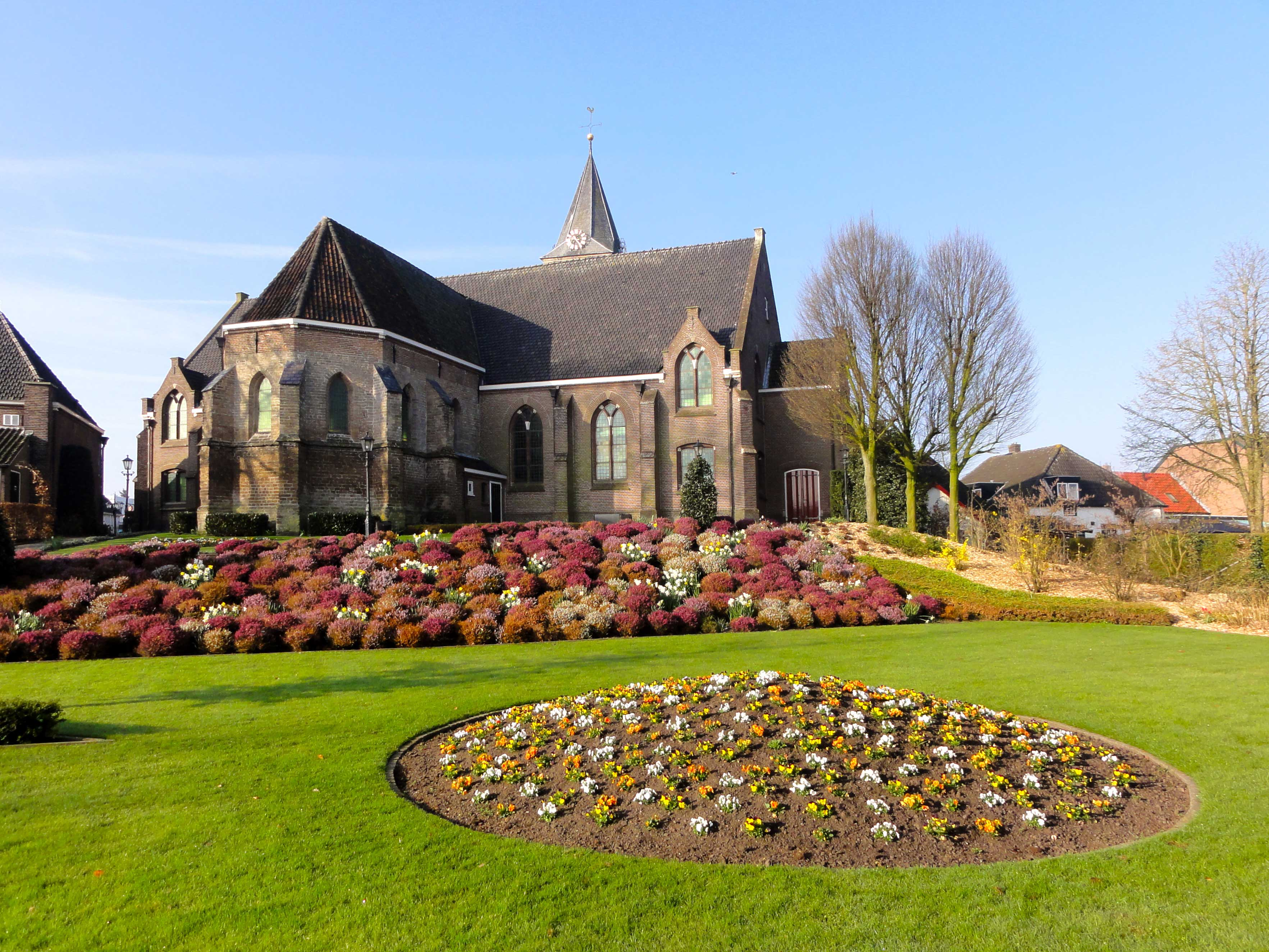
Церква св. Кріспейна
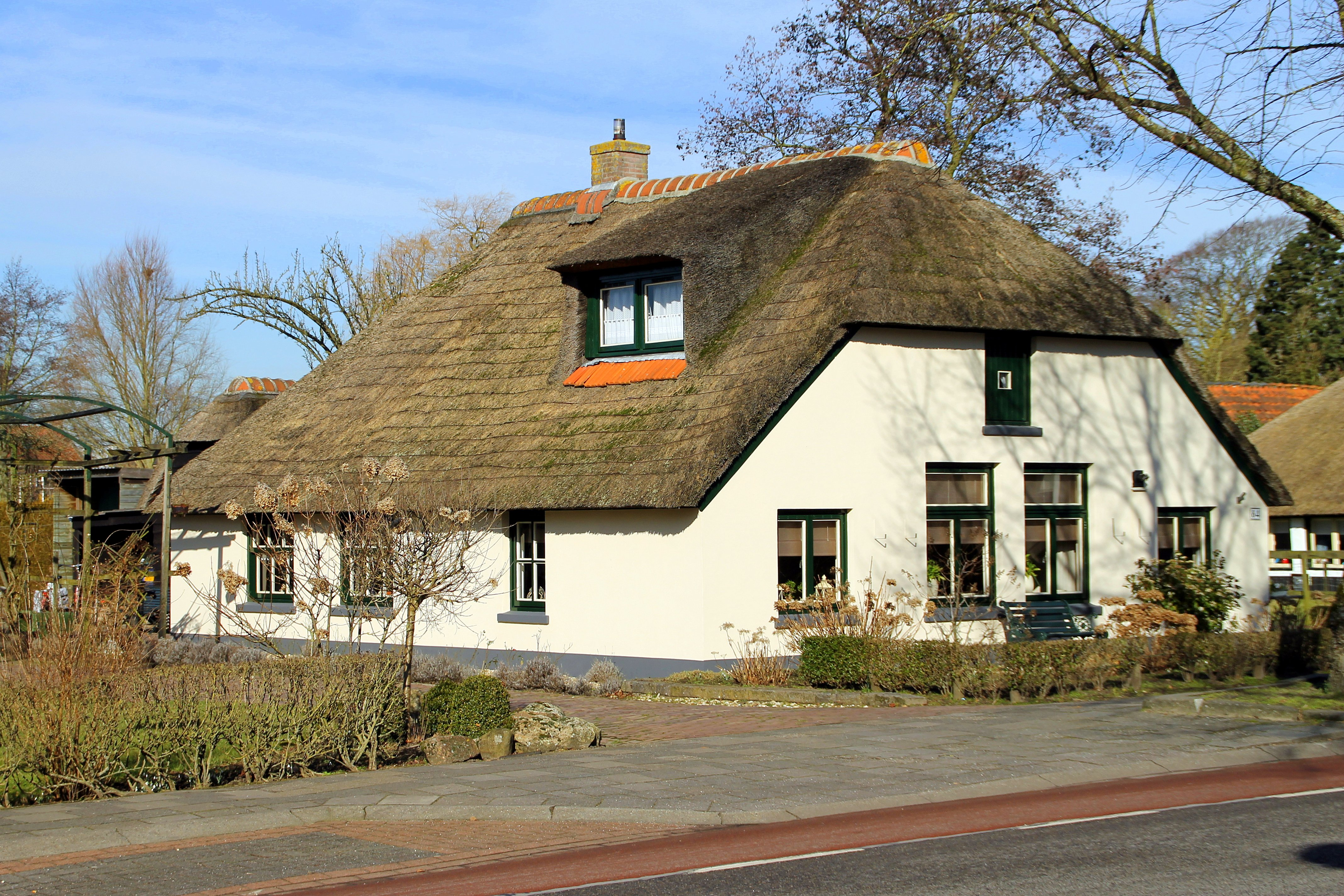
Ферма в Ейсселмейдені